# Chris Bittle
Christopher Joseph Bittle, né le 17 février 1979 à Niagara Falls en Ontario, est un avocat et homme politique canadien. Il représente la circonscription de St. Catharines à la Chambre des communes du Canada depuis 2015 sous la bannière du Parti libéral du Canada.